# メイン (原子力潜水艦)
|          |                                                                 |
| 艦歴     |                                                                 |
| 発注     | 1988年10月5日                                                   |
| 起工     | 1990年7月3日                                                    |
| 進水     | 1994年7月16日                                                   |
| 就役     | 1995年7月29日                                                   |
| その後   | 就役中                                                          |
| 母港     | ワシントン州バンゴール                                          |
| 性能諸元 |                                                                 |
| 排水量   | 水上：16,765 トン 水中：18,750 トン                             |
| 全長     | 170.69 m (560 ft)                                               |
| 全幅     | 12.8 m (42 ft)                                                  |
| 喫水     | 11.5 m (38 ft)                                                  |
| 最大速   | 20ノット以上 (37+ km/h)                                         |
| 潜行深度 |                                                                 |
| 機関     | S8G reactor 1基                                                 |
| 乗員     | 士官13名、兵員140名                                             |
| 兵装     | 21インチ魚雷発射管4門 Mk-48魚雷 トライデント II弾道ミサイル24発 |
| モットー | Leadership, Peace, Vigilance                                    |
|          |                                                                 |

メイン(USS Maine, SSBN-741)は、アメリカ海軍のオハイオ級原子力潜水艦の16番艦。艦名はメイン州に因んで命名された。その名を持つ艦としては、未着工に終わったモンタナ級戦艦3番艦(BB-69)以来4隻目。就役した艦としてはメイン級戦艦1番艦(BB-10)以来3隻目。

## 艦歴
メインの建造は1988年10月5日にコネチカット州グロトンのジェネラル・ダイナミクス・エレクトリック・ボート社に発注され、1990年7月3日に起工した。1994年7月16日に進水し、1995年6月23日に海軍に引き渡され、1995年7月29日に就役した。
メインはワシントン州シルバーデールのキトサップ海軍基地を母港とする。